# Czerń platynowa
Czerń platynowa – silnie rozdrobniona platyna, wykazująca dobre właściwości katalityczne. Stosowana jest w elektrochemii do pokrywania platyny w elektrodzie platynowej. Proces pokrywania platyny czernią platynową jest nazywany "platynizacja platyny".  Nazwa czerni platynowej pochodzi od jej koloru.
Elektroda pokryta czernią platynową ma powierzchnię rzeczywistą znacznie większą od geometrycznej powierzchni elektrody i dlatego ma ona znaczenie lepsze właściwości katalityczne od platyny litej.
|                        | Wodór | Wodór | Wodór | Tlen | Tlen | Tlen | Chlor | Chlor |
| Gęstość prądowa, A/cm² | 0,01  | 0,1   | 1,0   | 0,01 | 0,1  | 1,0  | 0,1   | 0,5   |
|                        |       |       |       |      |      |      |       |       |
| Platyna gładka         | 0,07  | 0,29  | 0,68  | 0,85 | 1,28 | 1,49 | 0,05  | 0,16  |
| Czerń platynowa        | 0,03  | 0,04  | 0,05  | 0,52 | 0,64 | 0,77 | 0,03  | 0,05  |

## Platynizacja
Przed platynizacją powierzchnia platyny jest oczyszczana przez zanurzenie w wodzie królewskiej (50% roztwór, tzn. 3 objętości 12 mol/kg HCl, 1 objętość 16 mol/kg HNO3, 4 objętości wody). 
Platynizacja jest często przeprowadzana z roztworu wodnego zawierającego 72 mmol/kg kwasu chloroplatynowego i 0,13 mmol/kg octanu ołowiu, przy gęstości prądu 30 mA/cm2 przez okres do 10 minut. Proces ten uwalnia chlor na anodzie; dostęp chloru do katody jest ograniczany przez zastosowanie odpowiedniego separatora (na przykład spieku szklanego).
Po zakończeniu platynizacji, elektroda powinna być przemyta w wodzie destylowanej. Elektroda czernioplatynowa traci właściwości katalityczne po dłuższym wystawieniu na działanie powietrza.

## Potencjał elektrody z czerni platynowej względem błyszczącej platyny
W roztworze kwasu solnego nasyconego gazowym wodorem, elektroda z litej platyny wykazuje dodatni potencjał w stosunku do potencjału elektrody pokrytej czernią platynową (+340 mV w temperaturze pokojowej). W temperaturze 70 °C ta różnica potencjałów zmniejsza się do zera.